# Aleksander Nikolajevič Gromov
Aleksander Nikolajevič Gromov [aleksánder nikolájevič grómov] (rusko Алексáндр Николáевич Грóмов), ruski inženir in pisatelj, * 17. avgust 1959, Moskva.
Gromov ustvarja na področju znanstvene fantastike. Je poročen, živi in dela v Moskvi.

## Življenje
Diplomiral je na Moskovskem energetskem inštitutu (MEI). Pisati je začel leta 1986, prva dela pa je objavil v začetku 1990-tih. Na njegovo ustvarjanje so vplivala dela bratov Strugacki. Njegova dela imajo dobro znanstveno podlago, saj je nekdanji elektrotehniški inženir in ljubiteljski astronom. Drugače pa ga najbolj zanimajo družbene teme. Njegov prvenec je pripoved Tekodont (Текодонт), objavljena v časopisu Priključenija i fantastika (PIF), št. 21 leta 1991. Znan je postal z romanom Izdelava na zavrnitev (Наработка на отказ), objavljenim leta 1994 v reviji Uralskij sledopit.
Leta 2001, 2002, 2004, 2005 in 2006 je prejel nagrado na harkovskem mednarodnem festivalu fantastike Zvezdni most (Звёздный мост):
- Tisoč in en dan (Тысяча и один день), bronasta Merkurjeva palica (2001),
- Želvina krila (Крылья черепахи), srebrna Merkurjeva palica (2002),
- Antarktika online (Антарктида online), srebrna Merkurjeva palica (2004), skupaj z Vasiljevom,
- Fevdalec (Феодал), zlata Merkurjeva palica (2005),
- Islandski zemljevid (Исландская карта), zlata Merkurjeva palica (2006).

V letu 2006 je prejel nagrado Aelita.

## Izbrana dela
- Mehki pristanek (Мягкая посадка) (Paralel, Nižni Novgorod 1995), zbornik,
- Vladar praznote (Властелин пустоты) (EKSMO, Moskva 1997), romani,
- Leto postrušnika (Год лемминга) (AST, Moskva 1998), romani,
- Vodna črta (Ватерлиния) (EKSMO, Moskva] 1998), roman
- Korak v levo, korak v desno (Шаг влево, шаг вправо) (AST, Moskva 1999), roman,
- Prepovedani svet (Запретный мир) (AST, Moskva 2000), roman,
- Tisoč in en dan (Тысяча и один день) (AST, Moskva 2000), roman,
- Vprašanje pravice (Вопрос права) (AST, Moskva 2000), zbornik,
- Želvina krila (Крылья черепахи) (AST, Moskva 2001), roman,
- Tisoč in en dan (Тысяча и один день) (AST, Moskva 2001), zbornik,
- Jutri nastopi večnost (Завтра наступит вечность) (AST, Moskva 2002), roman,
- Glina gospoda boga (Глина господа бога) (AST, Ermak, Moskva 2003), zbornik,
- Prvi mohikanec (Первый из могикан) (AST, Moskva 2004), roman,
- Antarktika Online (Антарктида Online) (AST, Moskva 2004), roman, skupaj z Vasiljevom,
- Fevdalec (Феодал) (EKSMO, Moskva 2005), roman,
- Islandski zemljevid (Исландская карта) (EKSMO, Moskva 2006), roman,
- Ruska zanka (Русский аркан) (EKSMO, Moskva 2007), roman.

## Dela

### Romani
- Atlantida ONLINE (Атлантида ONLINE) (2004), skupaj z Vasiljevom,
  - skrajšana različica - Fantastika-2002-3 (Фантастика-2002-3) (2002),
- Vodna črta (Ватерлиния) \\\ Vodna črta (1998),
- Vladar praznote (Властелин пустоты) \\\ Vladar praznote (1997),
- Leto Postrušnika (Год Лемминга) \\\ Leto Postrušnika (1998),
- Jutri nastopi večnost (Завтра наступит вечность) (2002),
- Prepovedani svet (Запретный мир) (2000),
- Islandski zemljevid (Исландская карта) (2006),
- Želvina krila (Крылья черепахи) \\\ 2001
- Menuet svetega Vida (Менуэт святого Витта),
- Mehki pristanek (Мягкая посадка) \ Fantakrim MEGA (1995), 4 \\\ Mehki pristanek ( 1995),
- Izdelava na zavrnitev (Наработка на отказ) \ US (1994), 2-4,
- Prvi mohikanec (Первый из могикан) (2004),
- Ruska zanka (Русский аркан) (2007),
- Tisoč in en dan (Тысяча и один день) (2000),
- Fevdalec (Феодал) (2005),
  - skrajšana različica - Zaščita in opora (Защита и опора) \ Esli (2004), 11,
- Korak v levo, korak v desno (Шаг влево, шаг вправо) (1999).

### Povesti
- Računar (Вычислитель) \ Esli (2000), 8,
- Kačica (Змеёныш) \ Esli (2005), 11,
- Ladijski tajnik (Корабельный секретарь) \ Esli (2003), 4,
- Novi hibridi (Новые гибриды) \ AquaAnimals (2005), 2,
- Gonja za repom (Погоня за хвостом) \ Esli (2001), 11,
- Pritka in Potaskun (Прыткая и Потаскун) \ Esli (2006), 11,
- Takšen kot vi (Такой же, как вы) \ Fantakrim MEGA (1993), 6,
- Tisoč in en dan (Тысяча и один день) \\\ Tisoč in en dan (2001),
- Popustljivi (Уступчивый) \\\ Vprašanje pravice (Вопрос права) (2000),
- Jaz, kamen (Я, камень) \\\ Vprašanje pravice (2000).

### Pripovedi
- Škrlatne pege (Багровые пятна) \\\ Vprašanje pravice (Вопрос права) (2000),
- Zgodba o majhni zvezni ladji (Быль о маленьком звездолёте) \ Esli (1998), 9,
- Biti preprostejši (Быть проще) \\ Fantastika-2002-2 (Фантастика-2002-2) (2002),
- Odkod to leti nenadoma... (Вдруг откуда-то летит...)  \\\ Glina gospoda Boga (Глина Господа Бога) (2003),
- Vprašanje pravice (Вопрос права) \\\ Mehki pristanek (Мягкая посадка) (1995),
- Vsem na enake dele! (Всем поровну!) \ Esli (2004), 5,
- Vsak cvrček (Всяк сверчок) \ Fantakrim МЕGA (1995), 2,
- Glina gospoda Boga (Глина господа Бога) \\ Fantastika-2001 (Фантастика-2001) (2001),
- Podarim ti zvezdo (Дарю тебе звезду) \ Esli (2001), 5,
- Dva na vrtiljaku (Двое на карусели) \\ Peta stena (Пятая стена) (2002),
- Razvrednoteni (Девальвированный) \ Realnost fantastiki (2004), 9,
- Idealna kandidatura (Идеальная кандидатура) \ TM (1999), 5,
- Kot-takt (Кот-такт) \ Esli (2007), 12,
- Ne vleče se na koncu (Не ложись на краю) \ Esli (1999), 7,
- Zadnja zadeva Herlocka Sholmsa (Последнее дело Херлока Шолмса) \ Realnost fantastiki (2004), 12,
- Sekundant (Секундант) \\ Fantastika-2000 (Фантастика-2000) (2000),
- Sila trenja pregibanja (Сила трения качения) \ Esli (2003), 11,
- Zvezda, ki prinaša srečo (Счастливая звезда) \ Esli (1998), 1,
- Tekodont (Текодонт) \ PIF (1991), 21,
- Rejeni, leni, nevarni (Толстый, ленивый, опасный) \ Zvezdnaja doroga (2003), 2,
- Razprava o nagradah (Трактат о наградах) \ Proksima (1997), 2,
- Napačni start (Фальстарт) \ Esli (2006), 2.